# Brisbane Roar Football Club 2015-2016
Questa voce raccoglie le informazioni riguardanti il Brisbane Roar Football Club nelle competizioni ufficiali della stagione 2015-2016.

## Rosa
| N. |                       | Ruolo | Calciatore                     |
| -- | --------------------- | ----- | ------------------------------ |
| 1  | Australia (bandiera)  | P     | Michael Theoklitos             |
| 3  | Australia (bandiera)  | D     | Shane Stefanutto               |
| 5  | Australia (bandiera)  | D     | Corey Brown                    |
| 6  | Germania (bandiera)   | D     | Jérôme Polenz                  |
| 7  | Spagna (bandiera)     | C     | Corona                         |
| 8  | Australia (bandiera)  | C     | Steven Luštica                 |
| 9  | Australia (bandiera)  | A     | Jamie Maclaren                 |
| 10 | Australia (bandiera)  | A     | Henrique                       |
| 12 | Costa Rica (bandiera) | A     | Jean Carlos Solórzano Madrigal |
| 13 | Australia (bandiera)  | D     | Jade North                     |
| 14 | Australia (bandiera)  | D     | Daniel Bowles                  |
| 15 | Australia (bandiera)  | D     | James Donachie                 |

| N. |                      | Ruolo | Calciatore          |
| -- | -------------------- | ----- | ------------------- |
| 16 | Australia (bandiera) | C     | Devante Clut        |
| 17 | Australia (bandiera) | C     | Matt McKay          |
| 19 | Australia (bandiera) | D     | Jack Hingert        |
| 20 | Australia (bandiera) | C     | Shannon Brady       |
| 21 | Australia (bandiera) | P     | Jamie Young         |
| 22 | Germania (bandiera)  | C     | Thomas Broich       |
| 23 | Australia (bandiera) | C     | Dimitri Petratos    |
| 28 | Australia (bandiera) | A     | Brandon Borrello    |
| 32 | Australia (bandiera) | C     | George Lambadaridis |
| 33 | Australia (bandiera) | D     | Luke DeVere         |
| 34 | Australia (bandiera) | A     | Patrick Theodore    |
|    | Spagna (bandiera)    | C     | Javi Hervás         |